# 양 민제
소연명(蕭淵明, ? ~ 556년)은 중국 남북조 시대 양나라의 제5대 황제이다. 묘호와 시호가 있지만 폐위되었기 때문에 즉위 전의 작위인 정양후라고 부르는 경우도 있다. 무제의 형인 장사선무왕 소의의 아들로 원제의 사촌형제이다.

## 생애
무제가 양나라를 세운 뒤 정양후로 봉해졌다.
후경이 동위에서 양나라로 항복해 오자, 무제는 동위를 공격하기 위해 후경과 소연명에게 군대를 이끌게 했다. 그러나 양나라군은 패배하였고 소연명은 동위의 포로가 되었다. 소연명은 살해되지 않고 작위를 받았지만 동위에 계속 억류되었다.
이후 후경의 난에 의해서 양나라는 쇠약해졌고, 난을 평정한 원제도 서위에게 붙은 소찰에게 살해되었다. 그러자 원제의 신하인 왕승변과 진패선은 진안왕 소방지를 옹립하려 하였다. 그런데 동위를 멸망시킨 북제는 서위에 대항하기 위해서 억류되어 있던 소연명을 군대와 함께 보내 즉위시킨 뒤에 후방을 튼튼히 하고자 하였다. 북제의 군세에 밀린 왕승변은 그를 즉위시키나 이에 반대하는 진패선과 대립하기 시작했다. 그러나 북제와 왕승변의 군대에 밀리기 시작한 진패선은 마침내 소방지를 황태자로 세우는 조건으로 소연명을 즉위시키는데 찬성했다.
소연명이 즉위하자 북제의 군대는 되돌아갔는데, 이 틈을 노린 진패선은 왕승변을 공격해 죽이고 그 일당까지 모두 제거하였다. 이어서 소연명을 폐하고 소방지를 즉위시켰다. 폐위된 소연명은 건안공(建安公)에 봉해졌다. 이후 진패선은 소연명을 북제로 쫓아내려 하지만, 그 전에 소연명이 병사하였다.

## 기년
| 민제        | 원년                           |
| ----------- | ------------------------------ |
| 서력 (西曆) | 555년                          |
| 간지 (干支) | 을해(乙亥)                     |
| 연호 (年號) | 승성(承聖) 4년 천성(天成) 원년 |